# Bruce Kulick
Bruce Kulick (ur. 12 grudnia 1953 w Nowym Jorku) – amerykański muzyk. Od 2000 do 2023, roku był członkiem formacji Grand Funk Railroad. W latach poprzednich grał w takich zespołach jak: The Neverland Express, Blackjack, Kiss oraz Union.

## Życiorys
Po dojściu do Kiss w 1985 roku, Bruce Kulick osiągnął dużą popularność. Bruce trafił do KISS w wyniku protekcji swojego brata Boba, także gitarzysty.
Po odejściu z Kiss w 1996, Kulick nawiązał współpracę z Johnem Corabi. Założyli oni grupę muzyczną Union, i nagrali trzy płyty. Ze względu na to, iż mało koncertowali, Bruce rozpoczął nagrywanie studyjnych albumów. W 2001 roku wydał swój pierwszy album.
15 października 2003 roku Bruce został postrzelony rykoszetem powyżej kolana oraz w głowę. Zanim doszło do strzelaniny, przed klubem wywiązała się bójka, a jeden z jej uczestników w pewnym momencie sięgnął po broń. Oprócz Kulicka, ucierpiał również jeden z przyjaciół rapera B-Reala z Cypress Hill.
W 2003 roku nagrał swoją kolejną płytę Transformer.

## Dyskografia
| - Asylum (1985) - Crazy Nights (1987) - Smashes, Thrashes and Hits (1988) - Hot in the Shade (1989) - Revenge (1992) - Alive III (1993) - Kiss Unplugged (1996) - You Wanted the Best, You Got the Best (1996) - Greatest Kiss (1997) - Carnival of Souls (1997) - Blackjack (1979) - Worlds Apart (1980) |  | - Union (1998) - Live in the Galaxy (1999) - The Blue Room (2000) - Do Your Own Thing Live (2005) - The Arockalypse (2006, gościnnie) - Bruce Kulick: Audio Dog (2001) - Bruce Kulick: Transformer (2003) - Bruce Kulick: BK3 (2010) - Numbers from the Beast: An All Star Salute to Iron Maiden (2005) |